# عبد العزيز زياري
عبد العزيز زياري : دكتور وسياسي جزائري ولد في 18 أوت 1945 في مدينة قسنطينة عاصمة الشرق الجزائري، هو طبيب وبروفيسور تقلد عدة مناصب عليا في مجال الصحة والسياسة كما شغل منصب رئيس المجلس الشعبي الوطني أي البرلمان الجزائري،.
عين في سبتمبر 2012 وزيرا للصحة واصلاح المستشفيات 
- دكتور في الطب 1969

## الخبرة المهنية
- - مند 1969 طبيب في مستشفيات قسنطينة.
- - 1998 :وزير منتدب للشؤون الخارجية.
- - 2000: مستشار للرئيس عبد العزيز بوتفليقة.
- -2002 :وزير للشباب والرياضة.
- -2005 :وزير مكلف بالعلاقة بالبرلمان
- 2007- 2012: رئيس المجلس الشعبي الوطني أي البرلمان الجزائري عن حزب جبهة التحرير الوطني
- 4 سبتمبر 2012 - 11 سبتمبر 2013 : وزير الصحة والسكان وإصلاح المستشفيات [5]

## وصلة
1. ↑  مرسوم رئاسي يتضمن تشكيل الحكومة - الجريدة الرسمية الجزائرية السنة 2012 العدد 49 ص 4 نسخة PDF نسخة محفوظة 25 أغسطس 2018 على موقع واي باك مشين.
2. ↑  تشكيلة الحكومة - الجريدة الرسمية الجزائرية السنة 2005 العدد 32 ص 3 نسخة PDF نسخة محفوظة 16 ديسمبر 2019 على موقع واي باك مشين.
3. ↑  مرسوم رئاسي يتضمن اتشكيلة الحكومة - الجريدة الرسمية الجزائرية السنة 2007 العدد 37 ص 10 نسخة PDF نسخة محفوظة 02 سبتمبر 2018 على موقع واي باك مشين.
4. ↑  مرسوم رئاسي يتضمن تشكيل الحكومة - الجريدة الرسمية الجزائرية السنة 2004 العدد 27 ص 34 نسخة PDF نسخة محفوظة 6 يوليو 2019 على موقع واي باك مشين.
5. ↑  ::موقع التلفزيون الجزائري :: نسخة محفوظة 06 مارس 2016 على موقع واي باك مشين.